# 江口孝夫
江口 孝夫（えぐち たかお、1928年4月3日- ）は、日本の国文学者。江田 孝二（えだ こうじ）名義での著作もある。
千葉県生まれ。東京教育大学東洋文学科卒、東京成徳短期大学教授を務め、1999年退職。上代から近世までの日本文学・日本漢詩を研究し多数の著作を執筆、後年は特に川柳の紹介に力を尽くした。ほか大学入試の参考書も書いた。

## 編著書
- 『夢と日本古典文学』笠間書院 1974
- 『漢文・基本事項の整理』編 大学入試国語対策文庫 研究社出版 1975
- 『よく出る漢字』編　大学入試国語対策文庫 研究社出版 1975
- 『説話世界の英雄たち』三省堂選書 1978
- 『わかる図説古典入門 古文解読のしおり　ビーコン基礎』三省堂 1979
- 『みてすぐわかる漢文 大学合格』三省堂 1982
- 『へへべべぼぼぼ 色好み風流江戸の夜ばなし』現代書林 1983 doi:10.11501/12472838
- 『ししぼぼそそそ 色好み風流江戸の夜ばなし』現代書林 1984 doi:10.11501/12472853 ※「江田孝二」名義[1]
- 『鑑賞房総の古典文学』崙書房 ふるさと文庫　1985 doi:10.11501/12502061
- 『夢についての研究 日本古典文学』風間書房 1987
- 『百人一首の散歩』日中出版 1988
- 『風土詩ごころ』日中出版 1989
- 『古都研修提要』日中出版 1992
- 『みてすぐわかる新漢文　大学合格』三省堂 1992
- 『奥の細道の踏査研究』武蔵野書院 1998
- 『俳諧と川柳狂句』武蔵野書院 1999
- 『「夢」で見る日本人』文春新書　2001
- 『江戸川柳の美学』勉誠出版、2002

1、何んでもうたに 国民みな詩人
2、見立てとうがち 躍動する詩心
3、もじりとやじり 光る批判精神
4、あまえとおどけ 馬鹿するゆとり
5、のろけとちゃかし 笑いは艶に
- 『いきいき古川柳 現代川柳元祖の素顔』リヨン社 2004
- 『江戸三大奇書と共に』勉誠出版 智慧の海叢書 2004
- 『爆笑!江戸の百人一首』編 勉誠出版 2005
- 『江戸の替え歌百人一首』編 勉誠出版 2007
- 『ひらがなの輝き ことばの感性をみがく技術』リヨン社 2008

### 校注・訳
- 源為憲『三宝絵詞』校注 現代思潮社 古典文庫（上下） 1982
- 『懐風藻』全訳注 講談社学術文庫　2000
- 『唐詩三百首 対訳』勉誠出版（上下） 2008

## 論文
- <江口孝夫